# Croix de Manosque
La croix est une croix située à Manosque, en France.

## Localisation
La croix est située sur la commune de Manosque, dans le département français des Alpes-de-Haute-Provence.

## Historique
L'édifice est inscrit au titre des monuments historiques en 1927.